# Je rêve que je dors
Albums de Philippe Léotard
Philippe Léotard chante Léo Ferré
(1994) Demi-mots amers
(2000)
Je rêve que je dors est le 3e album de Philippe Léotard, publié en  1996. 

## Liste des titres
Tous les textes sont de Philippe Léotard. 
| No  | Titre                    | Compositeurs                                  | Durée |
| --- | ------------------------ | --------------------------------------------- | ----- |
| 1.  | Lonesome piéton          | Art Mengo & Jean-Pierre Mader                 | 4:05  |
| 2.  | Magazines                | Art Mengo & Jean-Pierre Mader                 | 3:24  |
| 3.  | Danse du grand Wanapi    | Art Mengo & Jean-Pierre Mader                 | 3:13  |
| 4.  | Rhétorique encéphalée    | Art Mengo & Jean-Pierre Mader                 | 5:05  |
| 5.  | Des enfants qui s'aiment | Art Mengo & Jean-Pierre Mader                 | 3:25  |
| 6.  | Un blues                 | Philippe Léotard                              | 3:25  |
| 7.  | Basse altitude           | Philippe Servain                              | 3:56  |
| 8.  | On ne s'en va pas        | Clara Banchereau                              | 1:25  |
| 9.  | Penguin song             | Art Mengo & Jean-Pierre Mader                 | 3:16  |
| 10. | Don Juan parle           | Art Mengo, Jean-Pierre Mader & Michel Vergine | 4:14  |
| 11. | Oï tzigané               | Traditionnel                                  | 4:14  |
| 12. | Je rêve que je dors      | Art Mengo & Jean-Pierre Mader                 | 3:09  |

## Musiciens
- Claviers, piano, percussions, chœurs : Art Mengo
- Guitares : Jean-François Kellner, Richard Ben (piste 12), Jean-Marie Aerts (piste 4-6, 9)
- Basse : Jean-Pierre Mader (piste 1, 3), Vincent Pierins (piste 2, 9, 10), Akim Bournane (piste 5, 12)
- Batterie : Ian Thomas, Francis Lassus (piste 4)
- Programmation : Michel Vergine, Erwin Autrique, Rémi Caussé
- Samples :  Jean-Pierre Mader, DNA, Jean Haas
- Saxophone baryton, flûte : Thierry Farrugia
- Harmonica : Claude Samblancat (piste 10, 12)
- Claviers : Rémi Caussé (piste 7)
- Cor : Jean-Pierre Soules (piste 1, 3)
- Trompette : Joe Maonda (piste 5)
- Clarinette : Christian Capot (piste 2)
- Quatuor à cordes : Evelyne Berlancourt, Marc Le Querrec, Alain Masson, Pierre Doumenge (piste 2)
- Violoncelle : Pierre Michaud (piste 8), Nathalie Soules (piste 10)
- Violon : Alain Masson (piste 10)
- Accordéon : Jean-Luc Amestoy (piste 3)
- Percussions : Pascal Rollando (piste 5)
- Ensemble tzigane Les Yeux Noirs (piste 11)

## Production
- Réalisation : Jean-Pierre Mader
- Arrangements cordes : Rémi Caussé
- Prise de son : Michel Vergine, Jacques Hermet
- Mixage : Erwin Autrique
- Mastering : Tony Cousin
- Texte livret : Claude Nougaro
- Crédits visuels : Arnault Joubin et Michel Choffray (photos), Christine Le Meur (design)